# Бенту, Бенту
Бенту Жоаким Себастьян Франсишку Бенту (порт. Bento Joaquim Sebastião Francisco Bento; 1958, Камабатела) — ангольский политик, функционер МПЛА. С 2009 по 2018 — первый секретарь организации МПЛА в Луанде, в 2011—2014 — губернатор провинции Луанда.

## Аппаратная карьера
Родился в селении Камабатела провинции Северная Кванза. В детстве вместе с семьёй переехал в Луанду. После Португальской революции 1974 года примкнул к МПЛА и вступил в её молодёжную организацию (JMPLA). Являлся секретарём JMPLA в столичном регионе. Пользовался влиянием в партийном аппарате. Участвовал в подавлении восстания партийных радикалов 27 мая 1977.
С 1991 Бенту Бенту — функционер ЦК МПЛА. Был партийным администратором в различных районах, советником в министерстве культуры. Занимался также экономическими вопросами, являлся заместителем генерального директора государственной пивной компании.

## Политика во власти
Бенту Бенту отличался ортодоксальными взглядами, проводил жёсткую линию в духе установок МПЛА. Неуклонно поддерживал президента Жозе Эдуарду душ Сантуша и его политику. Был близок к генеральному секретарю МПЛА Дину Матросу. В октябре 2009 Бенту Бенту, при участии Дину Матроса, был назначен первым секретарём комитета МПЛА Луанды. Вошёл по должности в состав политбюро ЦК МПЛА. На партийных постах уделял особое внимание «комитетам народного действия» (массовая организация поддержки МПЛА) и идеологическому контролю над интеллигенцией.
В феврале-марте 2011 года в Анголе под влиянием Арабской весны начались протестные выступления против режима МПЛА во главе с рэпером Иконокластой. Бенту Бенту занял жёсткую позицию в отношении протестующих.

Весной 2011 года именно Бенту грозно предупреждал оппозицию: «Здесь вам не Ливия и не Египет!» Он же организовывал массовые демонстрации госслужащих в поддержку правительства, аналог российской Поклонной.

В ноябре 2011 Бенту был утверждён президентом душ Сантушем на посту губернатора провинции Луанда. Таким образом он совместил партийное и административное руководство столицей. Продолжал жёсткую конфронтацию с оппозицией, обвинял легальную партию УНИТА в провоцировании молодёжных волнений.
При подавлении политической оппозиционности губернатор Бенту старался поддерживать в Луанде социальную стабильность. Он обещал мелким предпринимателям содействие администрации и прекращение полицейских поборов, покровительствовал христианским конфессиям.

## После кадровой «рокировки»
В сентябре 2014 года президент душ Сантуш произвёл кадровую перестановку: Бенту Бенту был снят с должности губернатора Луанды и заменён Грациану Домингушем. При этом Бенту сохранил пост первого секретаря столичной организации МПЛА.
В 2015 году Бенту Бенту продолжал курс партийной мобилизации «комитетов действия» с подчёркнутой лояльностью душ Сантушу («Кто оскорбляет президента, тот оскорбляет всю Анголу!»).

## Утрата позиций
26 сентября 2017 Жозе Эдуарду душ Сантуш уступил президентский пост заранее подобранному преемнику Жуану Лоренсу. Вопреки ожиданиям, новый президент заметно изменил прежний политический курс. Важное место в его политике заняла антикоррупционная кампания, заострённая против семейного клана душ Сантуша и его ближайшего окружения. Началась кадровая чистка госаппарата от функционеров, наиболее связанных с душ Сантушем.
Бенту был отстранён от руководства партийной организацией Луанды. 8 сентября 2018 состоялся внеочередной VI съезд МПЛА. Председателем (президентом) партии был избран Жуан Лоренсу (сменивший экс-президента душ Сантуша). Состав партийного руководства претерпел значительные изменения. Из Политбюро ЦК МПЛА были выведены полтора десятка консервативных функционеров, в том числе Бенту Бенту.